# Liste der Nummer-eins-Hits in Neuseeland (1988)
Dies ist eine Liste der Nummer-eins-Hits in Neuseeland im Jahr 1988. Sie basiert auf den offiziellen Single und Albums Top 40, die im Auftrag von Recorded Music NZ, dem neuseeländischen Vertreter der IFPI, ermittelt werden. Es gab in diesem Jahr 19 Nummer-eins-Singles und 14 Nummer-eins-Alben.

## Singles
| ← 1987 ← | Liste der Nummer-eins-Hits in Neuseeland | Liste der Nummer-eins-Hits in Neuseeland | Liste der Nummer-eins-Hits in Neuseeland | 1989 →                    |
| \| Zeitraum \| Wo. ges. \| Interpret \| Titel Autor(en) \| Zusätzliche Informationen \| \| (Zeitraum, Wochen auf Platz eins, Interpret, Titel, Autor[en], zusätzliche Informationen) \| \| \| \| \| \| ----------------------------------------------------------------------------------------- \| -------- \| ------------------------------- \| -------------------------- \| ------------------------- \| \| 6. Dezember 1987 – 23. Januar 1988 7 Wochen \| 7 \| George Michael \| Faith \| – \| \| 24. Januar 1988 – 6. Februar 1988 2 Wochen \| 2 \| Tiffany \| I Think We’re Alone Now \| – \| \| 7. Februar 1988 – 13. Februar 1988 1 Woche \| 1 \| Rick Astley \| Never Gonna Give You Up \| – \| \| 14. Februar 1988 – 27. Februar 1988 2 Wochen \| 2 \| MARRS \| Pum Up the Volume \| – \| \| 28. Februar 1988 – 26. März 1988 4 Wochen \| 4 \| Belinda Carlisle \| Heaven Is a Place on Earth \| – \| \| 27. März 1988 – 14. Mai 1988 7 Wochen \| 7 \| U2 \| One Tree Hill \| – \| \| 15. Mai 1988 – 21. Mai 1988 1 Woche \| 1 \| Pet Shop Boys \| Heart \| – \| \| 22. Mai 1988 – 4. Juni 1988 2 Wochen \| 2 \| Big Pig \| Breakaway \| – \| \| 5. Juni 1988 – 18. Juni 1988 2 Wochen \| 2 \| Aswad \| Don’t Turn Around \| – \| \| 19. Juni 1988 – 25. Juni 1988 1 Woche \| 1 \| Prince \| Alphabet Street \| – \| \| 26. Juni 1988 – 16. Juli 1988 3 Wochen \| 3 \| New Order \| Blue Monday 88 \| – \| \| 17. Juli 1988 – 27. August 1988 6 Wochen \| 6 \| Holidaymakers \| Sweet Lovers \| – \| \| 28. August 1988 – 17. September 1988 3 Wochen \| 3 \| Timelords \| Doctorin’ the Tardis \| – \| \| 18. September 1988 – 8. Oktober 1988 3 Wochen \| 3 \| Times Two \| Cecilia \| – \| \| 9. Oktober 1988 – 15. Oktober 1988 1 Woche \| 1 \| Tex Pistol feat. Rikki Morris \| Nobody Else \| – \| \| 16. Oktober 1988 – 19. November 1988 5 Wochen \| 5 \| U2 \| Desire \| – \| \| 20. November 1988 – 10. Dezember 1988 3 Wochen \| 3 \| Yazz and the Plastic Population \| The Only Way Is Up \| – \| \| 11. Dezember 1988 – 17. Dezember 1988 1 Woche \| 1 \| When the Cat’s Away \| Melting Pot \| – \| \| 18. Dezember 1988 – 14. Januar 1989 4 Wochen \| 4 \| Womack & Womack \| Teardrops \| – \| |                                          |                                          |                                          |                           |
| ← 1987 |                                          |                                          |                                          | → 1989 →                  |
| Zeitraum | Wo. ges.                                 | Interpret                                | Titel Autor(en)                          | Zusätzliche Informationen |
| (Zeitraum, Wochen auf Platz eins, Interpret, Titel, Autor[en], zusätzliche Informationen) |                                          |                                          |                                          |                           |
| 6. Dezember 1987 – 23. Januar 1988 7 Wochen | 7                                        | George Michael                           | Faith                                    | –                         |
| 24. Januar 1988 – 6. Februar 1988 2 Wochen | 2                                        | Tiffany                                  | I Think We’re Alone Now                  | –                         |
| 7. Februar 1988 – 13. Februar 1988 1 Woche | 1                                        | Rick Astley                              | Never Gonna Give You Up                  | –                         |
| 14. Februar 1988 – 27. Februar 1988 2 Wochen | 2                                        | MARRS                                    | Pum Up the Volume                        | –                         |
| 28. Februar 1988 – 26. März 1988 4 Wochen | 4                                        | Belinda Carlisle                         | Heaven Is a Place on Earth               | –                         |
| 27. März 1988 – 14. Mai 1988 7 Wochen | 7                                        | U2                                       | One Tree Hill                            | –                         |
| 15. Mai 1988 – 21. Mai 1988 1 Woche | 1                                        | Pet Shop Boys                            | Heart                                    | –                         |
| 22. Mai 1988 – 4. Juni 1988 2 Wochen | 2                                        | Big Pig                                  | Breakaway                                | –                         |
| 5. Juni 1988 – 18. Juni 1988 2 Wochen | 2                                        | Aswad                                    | Don’t Turn Around                        | –                         |
| 19. Juni 1988 – 25. Juni 1988 1 Woche | 1                                        | Prince                                   | Alphabet Street                          | –                         |
| 26. Juni 1988 – 16. Juli 1988 3 Wochen | 3                                        | New Order                                | Blue Monday 88                           | –                         |
| 17. Juli 1988 – 27. August 1988 6 Wochen | 6                                        | Holidaymakers                            | Sweet Lovers                             | –                         |
| 28. August 1988 – 17. September 1988 3 Wochen | 3                                        | Timelords                                | Doctorin’ the Tardis                     | –                         |
| 18. September 1988 – 8. Oktober 1988 3 Wochen | 3                                        | Times Two                                | Cecilia                                  | –                         |
| 9. Oktober 1988 – 15. Oktober 1988 1 Woche | 1                                        | Tex Pistol feat. Rikki Morris            | Nobody Else                              | –                         |
| 16. Oktober 1988 – 19. November 1988 5 Wochen | 5                                        | U2                                       | Desire                                   | –                         |
| 20. November 1988 – 10. Dezember 1988 3 Wochen | 3                                        | Yazz and the Plastic Population          | The Only Way Is Up                       | –                         |
| 11. Dezember 1988 – 17. Dezember 1988 1 Woche | 1                                        | When the Cat’s Away                      | Melting Pot                              | –                         |
| 18. Dezember 1988 – 14. Januar 1989 4 Wochen | 4                                        | Womack & Womack                          | Teardrops                                | –                         |

## Alben
| ← 1987 ← | Liste der Nummer-eins-Hits in Neuseeland | Liste der Nummer-eins-Hits in Neuseeland | Liste der Nummer-eins-Hits in Neuseeland           | 1989 →                    |
| \| Zeitraum \| Wo. ges. \| Interpret \| Titel \| Zusätzliche Informationen \| \| (Zeitraum, Wochen auf Platz eins, Interpret, Titel, zusätzliche Informationen) \| \| \| \| \| \| ------------------------------------------------------------------------------ \| -------- \| --------------------------------------- \| -------------------------------------------------- \| ------------------------- \| \| 20. Dezember 1987 – 23. Januar 1988 5 Wochen (insgesamt 11) \| 11 \| Midnight Oil \| Diesel and Dust \| – \| \| 24. Januar 1988 – 6. Februar 1988 2 Wochen (insgesamt 6) \| 6 \| Pink Floyd \| A Momentary Lapse of Reason \| – \| \| 7. Februar 1988 – 20. Februar 1988 2 Wochen \| 2 \| Icehouse \| Man of Colours \| – \| \| 21. Februar 1988 – 27. Februar 1988 1 Woche (insgesamt 6) \| 6 \| Pink Floyd \| A Momentary Lapse of Reason \| – \| \| 28. Februar 1988 – 16. April 1988 7 Wochen \| 7 \| (Soundtrack) \| Dirty Dancing \| – \| \| 17. April 1988 – 14. Mai 1988 4 Wochen (insgesamt 5) \| 5 \| OMD (Orchestral Manoeuvres in the Dark) \| The Best of OMD \| – \| \| 15. Mai 1988 – 21. Mai 1988 1 Woche (insgesamt 5) \| 5 \| (Musical) \| The Phantom of the Opera – Original Cast Recording \| – \| \| 22. Mai 1988 – 28. Mai 1988 1 Woche (insgesamt 5) \| 5 \| OMD (Orchestral Manoeuvres in the Dark) \| The Best of OMD \| – \| \| 29. Mai 1988 – 18. Juni 1988 3 Wochen \| 3 \| Tiffany \| Tiffany \| – \| \| 19. Juni 1988 – 2. Juli 1988 2 Wochen \| 2 \| Prince \| Lovesexy \| – \| \| 3. Juli 1988 – 16. Juli 1988 2 Wochen (insgesamt 5) \| 5 \| (Musical) \| The Phantom of the Opera – Original Cast Recording \| – \| \| 17. Juli 1988 – 6. August 1988 3 Wochen \| 3 \| Def Leppard \| Hysteria \| – \| \| 7. August 1988 – 20. August 1988 2 Wochen \| 2 \| INXS \| Kick \| – \| \| 21. August 1988 – 3. September 1988 2 Wochen (insgesamt 5) \| 5 \| (Musical) \| The Phantom of the Opera – Original Cast Recording \| – \| \| 4. September 1988 – 15. Oktober 1988 6 Wochen \| 6 \| Kylie Minogue \| Kylie \| – \| \| 16. Oktober 1988 – 22. Oktober 1988 1 Woche \| 1 \| Bros \| Push \| – \| \| 23. Oktober 1988 – 5. November 1988 2 Wochen \| 2 \| Bon Jovi \| New Jersey \| – \| \| 6. November 1988 – 21. Januar 1989 11 Wochen \| 11 \| U2 \| Rattle and Hum \| – \| |                                          |                                          |                                                    |                           |
| ← 1987 |                                          |                                          |                                                    | → 1989 →                  |
| Zeitraum | Wo. ges.                                 | Interpret                                | Titel                                              | Zusätzliche Informationen |
| (Zeitraum, Wochen auf Platz eins, Interpret, Titel, zusätzliche Informationen) |                                          |                                          |                                                    |                           |
| 20. Dezember 1987 – 23. Januar 1988 5 Wochen (insgesamt 11) | 11                                       | Midnight Oil                             | Diesel and Dust                                    | –                         |
| 24. Januar 1988 – 6. Februar 1988 2 Wochen (insgesamt 6) | 6                                        | Pink Floyd                               | A Momentary Lapse of Reason                        | –                         |
| 7. Februar 1988 – 20. Februar 1988 2 Wochen | 2                                        | Icehouse                                 | Man of Colours                                     | –                         |
| 21. Februar 1988 – 27. Februar 1988 1 Woche (insgesamt 6) | 6                                        | Pink Floyd                               | A Momentary Lapse of Reason                        | –                         |
| 28. Februar 1988 – 16. April 1988 7 Wochen | 7                                        | (Soundtrack)                             | Dirty Dancing                                      | –                         |
| 17. April 1988 – 14. Mai 1988 4 Wochen (insgesamt 5) | 5                                        | OMD (Orchestral Manoeuvres in the Dark)  | The Best of OMD                                    | –                         |
| 15. Mai 1988 – 21. Mai 1988 1 Woche (insgesamt 5) | 5                                        | (Musical)                                | The Phantom of the Opera – Original Cast Recording | –                         |
| 22. Mai 1988 – 28. Mai 1988 1 Woche (insgesamt 5) | 5                                        | OMD (Orchestral Manoeuvres in the Dark)  | The Best of OMD                                    | –                         |
| 29. Mai 1988 – 18. Juni 1988 3 Wochen | 3                                        | Tiffany                                  | Tiffany                                            | –                         |
| 19. Juni 1988 – 2. Juli 1988 2 Wochen | 2                                        | Prince                                   | Lovesexy                                           | –                         |
| 3. Juli 1988 – 16. Juli 1988 2 Wochen (insgesamt 5) | 5                                        | (Musical)                                | The Phantom of the Opera – Original Cast Recording | –                         |
| 17. Juli 1988 – 6. August 1988 3 Wochen | 3                                        | Def Leppard                              | Hysteria                                           | –                         |
| 7. August 1988 – 20. August 1988 2 Wochen | 2                                        | INXS                                     | Kick                                               | –                         |
| 21. August 1988 – 3. September 1988 2 Wochen (insgesamt 5) | 5                                        | (Musical)                                | The Phantom of the Opera – Original Cast Recording | –                         |
| 4. September 1988 – 15. Oktober 1988 6 Wochen | 6                                        | Kylie Minogue                            | Kylie                                              | –                         |
| 16. Oktober 1988 – 22. Oktober 1988 1 Woche | 1                                        | Bros                                     | Push                                               | –                         |
| 23. Oktober 1988 – 5. November 1988 2 Wochen | 2                                        | Bon Jovi                                 | New Jersey                                         | –                         |
| 6. November 1988 – 21. Januar 1989 11 Wochen | 11                                       | U2                                       | Rattle and Hum                                     | –                         |